# Pararistolochia praevenosa
Espèce
Classification phylogénétique
Pararistolochia praevenosa est une espèce de plantes à fleurs de la famille des Aristolochiaceae. C'est une liane australienne. Elle pousse dans les forêts subtropicales des régions côtières au nord de Wollongbar, à l'extrême Nord-Est de la Nouvelle-Galles du Sud et les zones adjacentes du sud-est du Queensland. On le trouve au nord jusqu'au fleuve Mary. Il pousse également dans les régions tropicales du nord-est du Queensland, où il sert de nourriture au papillon Ornithoptera euphorion.

## Synonyme
- Aristolochia praevenosa